# Острво Курима
Острво Курима (јап. 来間島), је острво у области Мајико у префектури Окинава, Јапан. Острво припада групи острва Мијако, острва Сакисима архипелагу Рјукју.

## Географија
Острво је површине 2.84 км² са 168 становника (2011) који живе у малом селу на северу острва Курима. 
Острво је равно, са највишом тачком 47 м, а мост га повезује са острвом Мијакоџима.

## Галерија
- Снимак из авиона
- Мост са острвом Мијакоџима
- Морска плажа

24° 43′ 20″ С; 125° 14′ 49″ И / 24.7222° С; 125.2469° И